# Plunderer – Die Sternenjäger
Plunderer – Die Sternenjäger (jap. プランダラ Purandara) ist ein Manga von Sū Minazuki, der zwischen 2014 und 2022 erschien.
Im Februar 2018 wurde bekannt, dass das Werk als Anime-Fernsehserie adaptiert werden soll.

## Handlung
Die Handlung spielt in einer mittelalterlichen Welt, in der Zahlen das Leben eines jeden Menschen beherrschen. Jede Person besitzt einen am Körper sichtbaren Counter, der den sozialen Rang anzeigt und einen dazu zwingt, sich keiner Anweisungen von anderen mit einem höheren Counter widersetzen zu können. Der Counter erhöht sich abhängig von bestimmten, für jede Person individuellen Handlungen, kann sich aber auch verringern. Sollte er dabei jedoch auf Null fallen, wird man von Phantomhänden, die aus dem Boden kommen, in den Abgrund gerissen.
Protagonistin ist die naive Hina (陽菜), deren Mutter in den Abgrund gerissen wurde und ihr kurz vor ihrem Tod auftrug, den legendären Roten Baron (撃墜王 Gekitsuiō, deutsch ‚Fliegerass‘) zu finden – den Helden des „Abschaffungskrieges“ (廃棄戦争 haiki sensō), mit dessen Ende vor 305 Jahren das Königreich gegründet wurde. Nach fünf Jahren und mehr als 40 000 Kilometern Wanderung – ihr Counter erhöht sich pro gelaufenen 100 km – kommt sie in einer Stadt an, in der dieser sich aufhalten soll. Hier macht sie Bekanntschaft mit einem seltsamen, maskierten Mann namens Licht Bach (リヒトー=バッハ Rihitō Bahha) der sie um Essen anbettelt und einen negativen Counter besitzt, sowie mit der Ladenbesitzerin Nana (ナナ).
Kurz darauf trifft sie einen Soldaten, der sich als der Rote Baron vorstellt und dem sie das Erbstück ihrer Mutter zeigt, einen Schwarzen Counter (バロット barotto, englisch ballot), der seinem Träger bei seinem Einsatz weitere 10 000 Punkte gäbe und ihn daher über die meisten anderen stellen würde und dessen Besitz daher illegal ist. Der Soldat zwingt Hina, ihr diesen zu geben und da sein Zähler geringer ist, überredet er sie, an einem „Sternenwettkampf“ teilzunehmen, bei dem man seine Punkte einsetzt und der Sieger die Punkte des Unterlegenen dann plündert. Nachdem Hina verliert, wird sie von Licht gerettet, der sich als der echte Rote Baron herausstellt.
Da seine Identität nun offen liegt, flieht Licht und landet in einem abgelegenen Küstenort, der unter dem Schutz von Hauptfeldwebel Lynn Mei (リィン＝メイ Riin Mei) steht, die sich nach einem Missverständnis in Licht verliebt. Mit der Gefangennahme von Licht wird Oberleutnant Jail Murdock (ジェイル＝マードック Jeiru Mādokku) betraut, der die Fähigkeit besitzt, Eisen in jeder Form zu manipulieren.
Aber auch eine geheimnisvolle Sondereinheit der Armee unter dem Kommando des Majors Schumermann (シュメルマン Shumeruman), die seltsamerweise moderne Technologie verwendet, die nicht in die mittelalterliche Welt passt, ist hinter Licht her, wobei Hina, Lynn und Jail hineingezogen werden.

## Veröffentlichung

### Manga
Das von Sū Minazuki gezeichnete Werk erschien zwischen dem 26. Dezember 2014 (Ausgabe 2/2015) und 26. April 2022 in Kadokawa Shotens Magazin Shōnen Ace, wobei es dort Minazukis früheres Werk Angeloid (Sora no Otoshimono) ablöste. Die Reihe ist beendet und die Kapitel wurden in 21 Sammelbänden (Tankōbon) zusammengefasst.
Panini Comics veröffentlichte das Werk von Februar 2017 bis Juni 2024 unter dem Titel Plunderer – Die Sternenjäger vollständig auf Deutsch.

### Animeserie
Der Anime entstand beim Studio Geek Toys unter der Regie von Hiroyuki Kanbe und nach einem Drehbuch von Masashi Suzuki.

#### Synchronisation
| Rolle                         | japanischer Sprecher (Seiyū) |
| ----------------------------- | ---------------------------- |
| Licht Bach/Rihito Sakai       | Yoshiki Nakajima             |
| Hina Farrow                   | Rina Honnizumi               |
| Lynn May                      | Ari Ozawa                    |
| Pele Poporo/Gespenst Zerlegen | Aoi Ichikawa                 |
| Jail Murdoch                  | Yuichiro Umehara             |
| Nana Bassler                  | Shizuka Ito                  |